# Kilmacrennan
Kilmacrennan (en irlandés: Cill Mhic nÉanáin o Cill Mhic Réanáin) es una localidad situada en el condado de Donegal, Irlanda. Según el censo de 2022, tiene una población de 815 habitantes.
Fue históricamente el caput de su homónima Baronía de Kilmacrennan, una de las ocho baronías de Donegal.

## Geografía
La localidad está ubicada sobre la ruta N56, a unos 10 km al noroeste de Letterkenny, que es la ciudad más grande en el condado de Donegal. El nombre del pueblo en irlandés, Cill Mhic nÉanáin, significa "la iglesia de los hijos de Eanan".
Dos ríos fluyen a través del pueblo, el Lennon y el Lurgy. Tradicionalmente, el río Lennon era famoso por la pesca del salmón; sin embargo, las cifras de salmón se han reducido drásticamente en los últimos años. La mayoría de los pescadores culpan a la contaminación por esto. La población de salmón y trucha está volviendo a crecer lentamente, pero tardarán varios años en alcanzar su antiguo nivel.[cita requerida]